# Ajorama
Ajorama is een geslacht van rechtvleugeligen uit de familie krekels (Gryllidae). De wetenschappelijke naam van dit geslacht is voor het eerst geldig gepubliceerd in 1988 door Otte.

## Soorten
Het geslacht Ajorama  is monotypisch en omvat slechts de volgende soort:
- Ajorama balatukanis (Otte, 1988)